# Blame It All on My Roots: Five Decades of Influences
Blame It All on My Roots: Five Decades of Influences è un boxset del cantautore statunitense Garth Brooks, pubblicato nel 2013.

## Il disco
Il disco è composto da quattro CD costituiti da cover e da altri due CD che rappresentano la riedizione della precedente raccolta The Ultimate Hits.

## Tracce

### Disco 1:Country Classics
1. Great Balls of Fire – 1:59 (Otis Blackwell, Jack Hammer)
2. After the Fire Is Gone (duet with Trisha Yearwood) – 2:59 (L. E. White)
3. Act Naturally – 2:23 (Voni Morrison, Johnny Russell)
4. Tonight the Bottle Let Me Down – 2:46 (Merle Haggard)
5. Amos Moses – 2:55 (Jerry Reed)
6. Fishin' in the Dark – 3:24 (Jim Photoglo, Wendy Waldman)
7. Unwound – 2:28 (Frank Dycus, Dean Dillon)
8. Good Ole Boys Like Me – 4:17 (Bob McDill)
9. White Lightnin' – 2:41 (J.P. Richardson)
10. Don't Close Your Eyes – 4:36 (McDill)
11. Jambalaya – 2:50 (Hank Williams)

### Disco 2:Classic Rock
1. Against the Wind – 4:48 (Bob Seger)
2. Superstition – 4:14 (Stevie Wonder)
3. Sweet Home Alabama – 4:53 (Ed King, Gary Rossington, Ronnie Van Zant)
4. Life in the Fast Lane – 4:37 (Joe Walsh, Glenn Frey, Don Henley)
5. Somebody to Love – 4:52 (Freddie Mercury)
6. Bad Company – 4:15 (Simon Kirke, Paul Rodgers)
7. Midnight Rider – 3:15 (Gregg Allman, Robert K. Payne)
8. All Right Now – 4:49 (Andy Fraser, Rodgers)
9. Don't Let the Sun Go Down on Me – 5:42 (Elton John, Bernie Taupin)
10. Addicted to Love – 4:01 (Robert Palmer)
11. Goodnight Saigon – 6:19 (Billy Joel)

### Disco 3:The Melting Pot
1. Black Water – 4:07 (Patrick Simmons)
2. Mrs. Robinson – 3:54 (Paul Simon)
3. Maggie May – 4:27 (Rod Stewart, Martin Quittenton)
4. Who'll Stop the Rain – 2:42 (John Fogerty)
5. Wild World – 2:25 (Cat Stevens)
6. Doctor My Eyes – 2:50 (Jackson Browne)
7. The Weight – 5:09 (Robbie Robertson)
8. Amie – 4:21 (Craig Fuller)
9. Operator (That's Not the Way It Feels) – 3:50 (Jim Croce)
10. You Ain't Goin' Nowhere – 3:14 (Bob Dylan)
11. Don't Let Me Be Lonely Tonight – 2:47 (James Taylor)

### Disco 4:Blue-Eyed Soul
1. I Heard It Through the Grapevine – 3:31 (Norman Whitfield, Barrett Strong)
2. Midnight Train to Georgia – 4:10 (Jim Weatherly)
3. Hold On, I'm Coming – 2:49 (Isaac Hayes, David Porter)
4. Ain't No Sunshine – 2:20 (Bill Withers)
5. Drift Away – 4:02 (Mentor Williams)
6. Stand by Me – 2:59 (Ben E. King, Jerry Leiber, Mike Stoller)
7. Shout – 4:01 (Rudolph Isley, Ronald Isley, O'Kelly Isley Jr.)
8. I Never Loved Someone the Way I Love You – 3:32 (Ronnie Shannon)
9. (Sittin' On) The Dock of the Bay – 2:35 (Steve Cropper, Otis Redding)
10. Lean on Me – 3:24 (Bill Withers)
11. What'd I Say – 4:10 (Ray Charles)